# Benjamin Lutun
Benjamin Lutun, né le 2 juin 1987 à Poperinge, est un joueur de football belge qui évolue comme ailier gauche. Il a été formé à Lille et au FC Bruges, dont il intègre le noyau professionnel en 2006, en même temps que Brecht Capon. La même année, il fait partie de l'équipe belge au Championnat d'Europe des moins de 19 ans. Après une saison à Bruges, durant laquelle il ne monte que deux fois au jeu, il rejoint le KSV Roulers. En janvier 2009, il s'engage avec le KSK Renaix, club de Division 2, où il reste jusqu'en fin de saison. En juillet 2009, il signe un contrat au KVK Ypres, alors en Division 3. En 2011, il essaie de relancer sa carrière au KSV Roulers. Après deux saisons, son contrat n'est pas prolongé et il rejoint Winkel Sport, en Promotion.